# 猫田銀八
猫田 銀八（ねこた ぎんぱち）は、森川ジョージの漫画作品及びそれを原作とするアニメ『はじめの一歩』に登場する架空の人物。

## 人物

### 概要
鴨川源二会長の現役時代のライバルであり拳友。語尾に「〜だニ」を付けてしゃべるのが口癖。一人称は「ワシ」だが、青年時代は「オレ」だった。
上越地方の山奥でペンション経営をしており、鴨川ジムの面々が強化合宿をするために訪れた。普段は犬のハチ（一歩の愛犬・ワンポの親）やその子供たちと暮らしているが、一歩や鷹村の試合には必ず遠方から試合会場に駆けつけて応援するのが常。たまに鴨川ジムに遊びに来てはジムの若手を指導したりしている。単行本巻末の鴨川ジムの練習生募集広告でも“アドバイザー？”の記述で顔写真が載っており、実際にも臨時の客員トレーナーとなっているような描写になっている。
ボクシング指導は的確で有効な技術を丁寧に教えるなど上手らしく、鴨川ジム生の評価も高い。トレーナー技術も達者で、ミット役を木村相手に初めて行った際には、現役ボクサーである木村を逆に疲れさせてしまうほどだった。特に鴨川会長が自分の後継者として鍛えこんでいる一歩には大きな期待を寄せていて、自分たちが果たせなかった世界の頂点に立つという夢を、どことなく自分らの世代と同じ愚直で前時代的な空気を持った一歩が叶える日を楽しみにしている。また、時折試合後に一人旅をする鷹村が近況を報告しがてら、ちょくちょくペンションに顔見せで訪れていたり、一歩も時々手紙で色々な報告をしている。猫田も時々山の風情を箱に詰めて自作の詩を添えて送ったり、なかなかにロマンティックな交流を続けている。
今でも日々の薪割りで後背筋が凄まじいまでに鍛えられており、鴨川会長同様に70過ぎとは思えない元気な老人であり、山暮らしにも適応している。弱った熊を仕留め、鍋にして一歩達に振る舞ったこともある（それは鷹村が拳で倒した熊であり、鷹村は仔熊のことを思って見逃したのだが、結局は猫田に見つかって熊鍋になってしまった。鷹村は「残さず喰うのが最高の弔いだ」と言い、涙を浮かべながらその鍋を食べた）。
ペンション経営だけではなく「ボクサー人生」という自家製のすごろくを作ってふもとの子供たちに売りさばこうとしているが、あまりにリアルに作りすぎて「ふりだしに戻る」ばかりの為、鷹村や鴨川にクソゲー呼ばわりされた。また海の家も経営していたが、大型台風の直撃により全壊し、新聞・雑誌に取材された事もある。
作者いわく「小判みたいな顔で見るからに嘘だらけ」な人物とし、最初はこのリアリティーのまるでないキャラクターを作品に出すことを危ぶんでいたが、思った以上にハマってくれて安心している、とインタビューで語っている。
キャラクター人気ランキングでは、連載500回記念にて11位にランク入り。

### 鴨川会長との関係
鴨川会長とは普段は仲がいいがライバル心は未だに健在で、裏で鴨川会長の噂話を流して姑息な人気取りをしたり、現役時代の対戦戦績（2勝2敗1分だが互いに3勝2敗だと主張している）の話になるとすぐ殴り合いの喧嘩になる。
現役時代は、自然の中で育ったが故に得た野生のボクシング勘のみを頼りにした「肉を切らせて骨を断つ」芸術的なほどのファイトスタイルから、「空の芸術品」「電光石火」の異名を取った。その拳闘センスは当時としてはずば抜けていた（避けることに集中すると、鴨川とスパーリングしても1撃も当てさせないほどだった）が、あまりに攻撃偏重なスタイルだけに相手に打たれることも多く、ごく短期間で身体を酷使し続け蓄積したダメージ（当時は1日のうちに複数試合をするのが当たり前だった）と鴨川との死闘からパンチドランカー症状を患ってしまう。現在もその後遺症が残っているが程度は大分緩和され、幸い日常生活には支障がない程度のよう。またその当時は、足腰のトレーニングを兼ねて、輪タク（自転車タクシー）で日々の稼ぎを得ていた描写がなされている。
想い人ユキに乱暴を働こうとした米兵の強豪のアンダーソンと対戦。圧倒的なスピードと天才的な勘により相手の豪打を悉く避け、一回り以上も違う体格差をものともせずあっさりダウンを奪ってみせたが、パンチドランカーの発症と相手の反則打(ラビットパンチ)により敗北、ボクサー生命を終える。鴨川とアンダーソンの試合には病院から怪我を押して駆けつけ、鴨川勝利のきっかけを作った。
特攻的に突き進むボクシングスタイルとパンチドランカーの経験者であることから、現役時代の姿には戦前〜戦後を通してボクシング界のカリスマ的な存在であったピストン堀口のそれが投影されている（一方でライバルの鴨川会長には科学的ボクシングを追求した日本人初の世界王者白井義男の姿が投影され、対比されている）。
若い頃の猫田は美青年であり、その写真を見せられた鴨川ジムの面々は大いに驚いた。
恋愛に関しても、鴨川とライバルであった。猫田は被爆者の娘・ユキに惚れ込みアプローチをかけるが、当の本人の気持ちは鴨川に向いていた。鴨川もまた悪からず想っていたのだが、猫田の気持ちをよく知っていた彼は最後にユキをあえて突き放し、猫田と共に暮らすように諭した。結果、ユキは田舎に帰る猫田についてゆき、亡くなるまで二人で暮らすこととなり、現在はペンションの仏壇に弔われている。また、鴨川ジム一行が最初に猫田邸を訪ねた際には、一歩を指して「覚えていて欲しい。その男こそ、源ちゃん（鴨川）の拳を受け継いだ男」と、猫田が霊前に伝えた。

## 担当声優
老年期
- 永井一郎 - テレビアニメ第1期、第2期、第3期（第19話まで）
- 山寺宏一 - テレビアニメ第3期（第22、25話）
- 宝亀克寿 - アプリゲーム『FIGHTING SOULS』

青年期（戦後編）
- 吉野裕行

## 備考
アニメで猫田を担当した永井が死去した際、作者の森川は永井が晩年まで現役の声優であったことを評して、『週刊少年マガジン』の巻末コメントにて「最後まで現役のまま凄いダニ」と猫田の口調を交えたコメントを残した。